# عروسک وودو

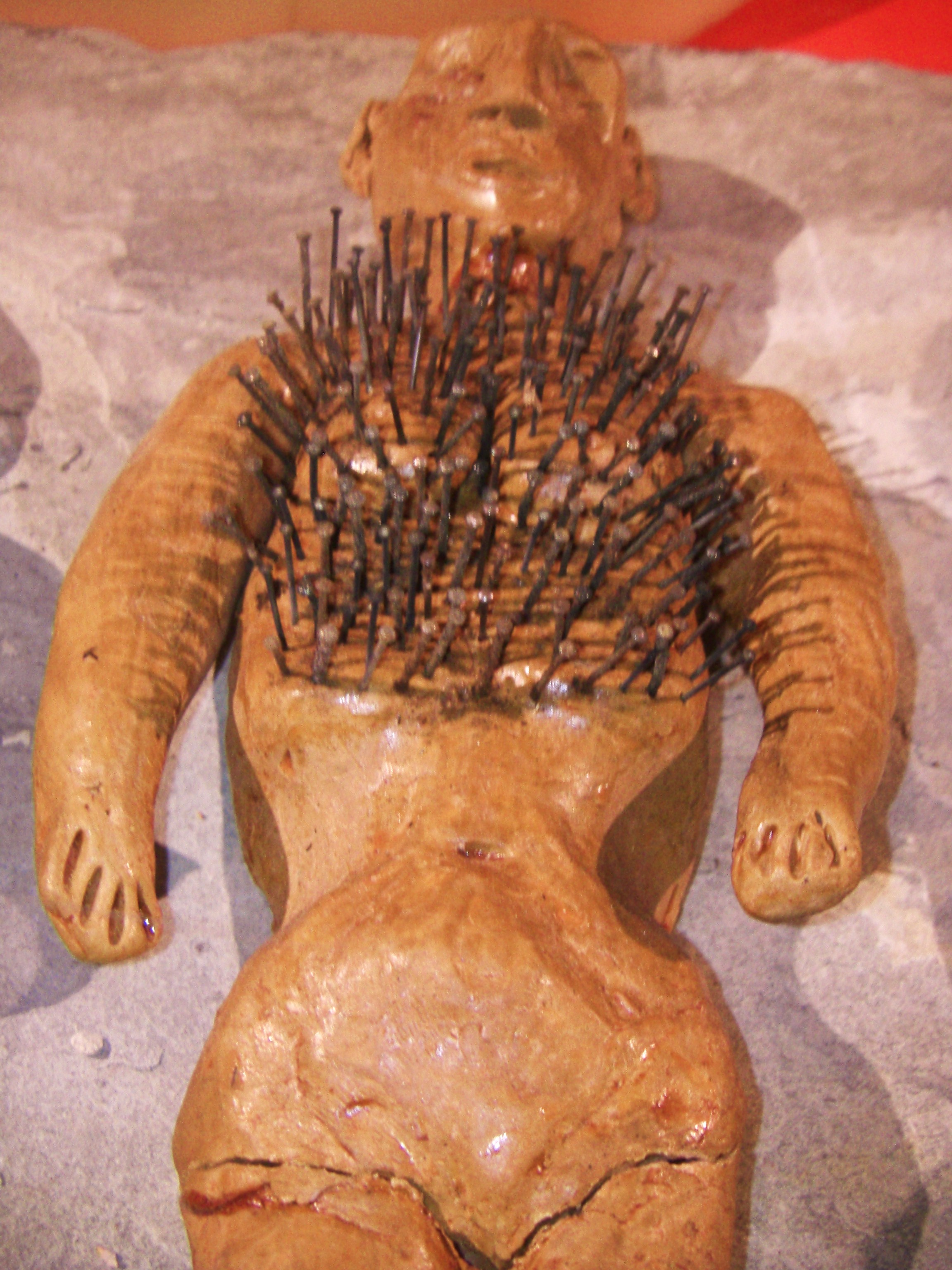
یک عروسک وودو

عروسک وودو (انگلیسی: Voodoo doll) معمولاً به شکلی از عروسک گفته می‌شود که معمولاً برای فرو بردن میخ و سنجاق استفاده می‌شود. چنین اعمالی به اشکال مختلف در سنت‌های جادویی بسیاری از فرهنگ‌ها در سراسر جهان یافت می‌شود.